# Trichaeta albosignata
Trichaeta albosignata är en fjärilsart som beskrevs av Walker 1864. Trichaeta albosignata ingår i släktet Trichaeta och familjen björnspinnare. Inga underarter finns listade i Catalogue of Life.